# Esteo
Esteo — бренд подразделения Exeed китайской компании Chery Automobile, основанный в феврале 2025 года.

## О компании
Сборка автомобилей организована в Солнечногорске на бывшем заводе компании Mercedes-Benz на площадке ООО «АЗМ». Ожидаемое название — ООО «Эстео Рус».
Было объявлено, что под брендом Esteo будут выпускаться ребеджинговые автомобили Exeed. Всего выпускается три модели: Esteo 33T (LX), Esteo 51M (TXL) и Esteo 41T (RX).
Одобрение типа транспортного средства было выдано Росстандартом.

## Модельный ряд

### Esteo 33T
Esteo 33T является ребеджинговым вариантом Exeed LX на платформе T1С. Длина автомобиля составляет 4520 мм, ширина — 1848 мм, высота — 1669 мм, а расстояние между осями — 2650 мм. Автомобиль оснащён 1,6-литровым турбодвигателем мощностью 150 л. с. с приводом на передние или все колёса. Коробка передач — семиступенчатая, с двумя сцеплениями.

### Esteo 51M
Esteo 51M является ребеджинговым вариантом Exeed TXL. Длина автомобиля составляет 4780 мм, ширина — 1890 мм, высота — 1730 мм, а расстояние между осями — 2800 мм. Базовая комплектация оснащена 1,6-литровым турбодвигателем мощностью 194 л. с. Коробка передач — семиступенчатая, с двумя сцеплениями. Топовая же комплектация оснащена 2,0-литровым турбодвигателем мощностью 197 л. с. Коробка передач — восьмиступенчатая автоматическая.

### Esteo 41T
Esteo 41T является ребеджинговым вариантом Exeed RX. Длина автомобиля составляет 4775 мм, ширина — 1920 мм, высота — 1671 мм, а расстояние между осями — 2800 мм. Автомобиль оснащён 2,0-литровым турбодвигателем мощностью 197—249 л. с. Коробка передач — семиступенчатая, с двумя сцеплениями, или восьмиступенчатая автоматическая.